# Ornithomimidae

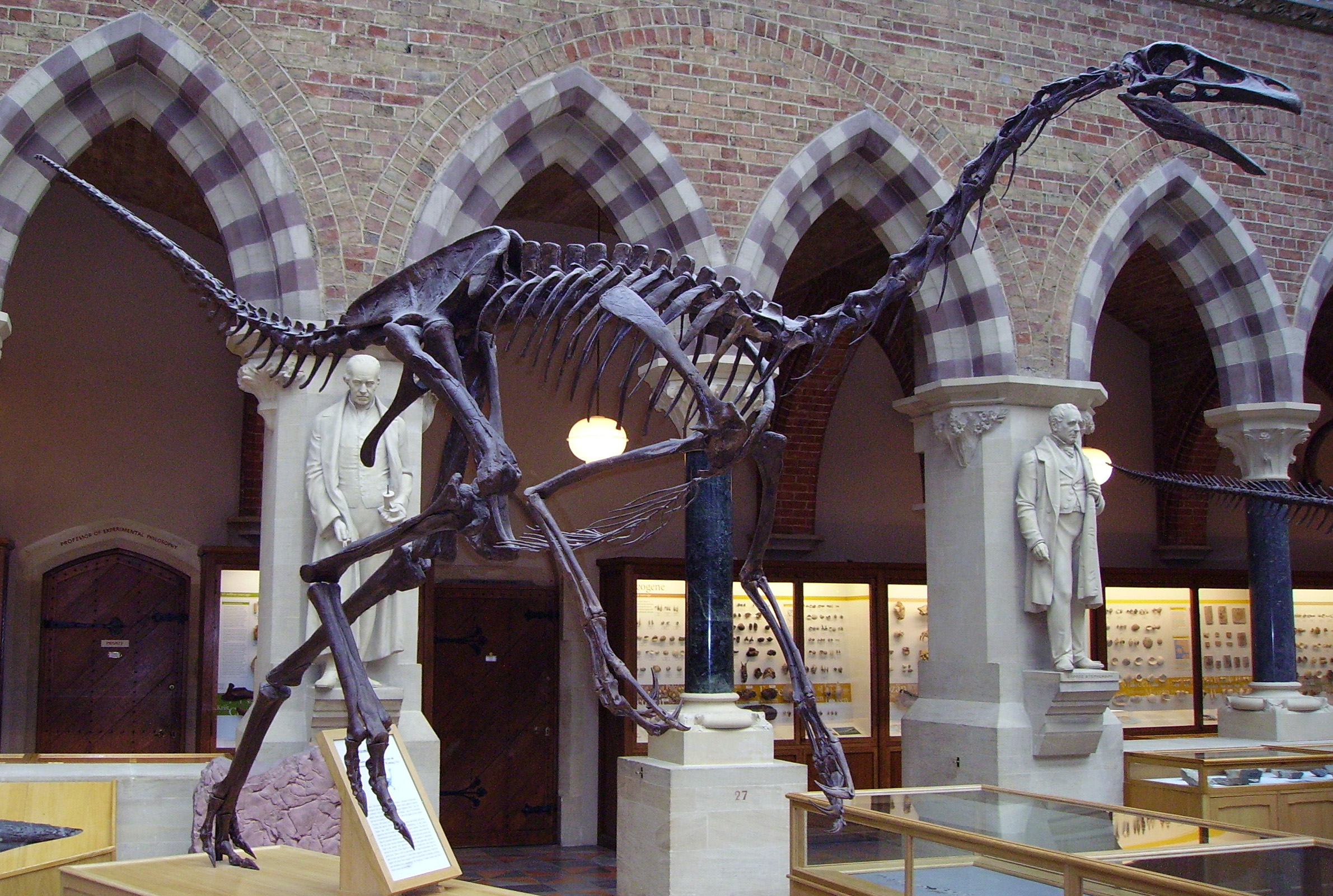
Struthiomimus altus, een typische ornithomimide

De Ornithomimidae zijn een groep theropode dinosauriërs die behoort tot de Ornithomimosauria.
Een familie Ornithomimidae werd benoemd in 1890 door Othniel Charles Marsh om Ornithomimus een plaats te geven.
De eerste definitie als klade was in 1998 door Paul Sereno: de groep bestaande uit Ornithomimus en alle soorten nauwer verwant aan Ornithomimus dan aan Erlikosaurus. Met deze definitie waren twee grote problemen. Om te beginnen maakten velen bezwaar tegen de te ruime opzet waardoor Ornithomimidae samenviel met de traditionele inhoud van Ornithomimosauria. Het tweede punt was dat Sereno puur bij vergissing als uitgesloten soort een therizinosauriër had genomen terwijl in het in zijn bedoeling had gelegen de Alvarezsauridae uit te sluiten.
In 2005 veranderde Sereno de definitie daarom aanzienlijk in: de groep bestaande uit Ornithomimus edmontonicus en alle soorten nauwer verwant aan Ornithomimus dan aan Garudimimus brevipes, Harpymimus okladnikovi, Shenzhousaurus orientalis of  Pelecanimimus polyodon. De groep bestaat zo dus uit de meer afgeleide Ornithomimosauria terwijl de meer basale zijn uitgesloten. Met overigens hetzelfde doel veranderden Young-Nam lee e.a. in 2014 de definitie in de groep bestaande uit Ornithomimus velox en alle taxa nauwer verwant aan Ornithomimus dan aan Deinocheirus mirificus, zodat de klade de zustergroep werd van de Deinocheiridae. 
De groep ontstond op zijn laatst tijdens het Cenomanien, honderd miljoen jaar geleden, de jongste ouderdom die we aan de aardlagen kunnen toekennen waar Sinornithomimus dongi is aangetroffen. Alle goed bekende soorten komen uit Azië of Noord-Amerika. De ornithomimiden stierven uit aan het eind van het Krijt samen met de andere nog bestaande dinosauriërs behalve de vogels. Het waren snelle, vrij kleine planteneters, met een langwerpige schedel eindigend in een tandeloze hoornsnavel. Vanwege deze bouw worden ze wel "struisvogeldinosauriërs" genoemd.
Mogelijke geslachten zijn:
- Anserimimus (Mongolië)
- Archaeornithomimus (China)
- Dromiceiomimus (Alberta)
- Gallimimus (Mongolië)
- Ornithomimus (Noord-Amerika)
- Sinornithomimus (China)
- Struthiomimus (Noord-Amerika)

Een omstreden onderverdeling van de Ornithomimidae vormen de Ornithomiminae.